# リッキー・レベル
リッキー・レベル（Ricky Rebel）は、アメリカのLGBTを代表するポップシンガー、ダンサーである。レコーディングアーティストマイケルジャクソンに発掘されてから、マドンナのレーベルからも音楽を配信し、ブリットニースピアーズなどとも世界ツアーをしている。
2019年1月26日、アメリカのトランプ大統領の熱烈な支持者としてグラミー賞のレッドカーペットでも支持するTRUMPジャケットを着用してメディアに注目され2月12日FOX NEWSなどにも”Pro Trump Outfit makes a splash at Grammys"というタイトルで取り上げられた。